# خانه سید علی مجلسی
خانه سید علی مجلسی (چای چی) مربوط به سدهٔ ۱۳ ه‍.ق است و در اصفهان، خیابان عبدالرزاق، کوچه آرد فروشان، انتهای ساباط واقع شده و این اثر در تاریخ ۱۸ آذر ۱۳۴۵ با شمارهٔ ثبت ۱۱۴۹ به‌عنوان یکی از آثار ملی ایران به ثبت رسیده‌است.